# 楊海明 (軍人)
楊海明（1964年10月—），陸軍中將退役，陸軍官校55期（1986年班；75年班）。曾任（陸軍）副參謀總長、國防部總督察長、陸軍八軍團指揮官、陸軍教育訓練暨準則發展指揮部指揮官、陸軍參謀長、馬祖防衛指揮部指揮官等職務。2011年1月1日晉升少將、2017年1月1日晉升中將，於2023年7月1日接任參謀本部（陸軍）副參謀總長。

## 荣誉

### 中华民国勋章奖章
- 四等宝鼎勋章（2022年2月16日于高雄泰山营区颁授[2]）